# اگیلمار دوم، گراف اولدنبورگ
الیمار دوم (همچنین اگیلمار) دومین کنت اولدنبورگ از ۱۱۰۸ تا ۱۱۴۲ بود. او پسر الیمار یکم، کنت اولدنبورگ و همسرش ریچنزا بود.
الیمار دوم قبل از ۱۱۰۲ با ایلیکای ورل‌ریتبرگ، دختر هنری، کنت ریتبرگ ازدواج کرد.